# Heuvelland (gmina)
Heuvelland – miejscowość i gmina (gemeente) w północno-zachodniej Belgii, w Regionie Flamandzkim, w prowincji Flandria Zachodnia, w okręgu Ieper. 1 stycznia 2024 r. liczyła 7969 mieszkańców.

## Podział administracyjny
W skład gminy wchodzi siedem dzielnic (deelgemeente):
- Dranouter (Dranoutre)
- Kemmel
- Loker
- Nieuwkerke (Neuve-Église)
- Westouter (Westoutre)
- Wijtschate (Wytschaete)
- Wulvergem (Wulverghem)